# Enrique Collar
Enrique Collar Monterrubio (* 2. November 1934 in San Juan de Aznalfarache, Provinz Sevilla) ist ein ehemaliger spanischer Fußballspieler.
Enrique Collar galt in den 1950ern und 1960ern als einer der besten Linksaußen der Welt. Er begann seine Karriere bei Atlético in Madrid, wohin seine Eltern bereits wenige Jahre nach seiner Geburt gezogen waren. Er durchlief alle Jugendabteilungen der Rojiblanco bevor er 1952 erstmals in der ersten Mannschaft getestet wurde. Da er sich dabei jedoch nicht für Ligaeinsätze empfehlen konnte, verlieh ihn der Verein für ein Jahr nach Cádiz zum dort ansässigen Drittligisten FC Cádiz. Aber auch ein Jahr später gelang ihm der Durchbruch bei den Hauptstädtern nicht. Zwar debütierte er in der Saison 1953/54 in der Primera División, doch er kam insgesamt lediglich auf magere vier Einsätze. Daher wurde er zu Beginn der Saison 1954/55 erneut verliehen, dieses Mal zum Zweitligisten Real Murcia.
Als sich aber nach nur wenigen Monaten der etatmäßige Linksaußen von Atlético verletzte, wurde Collar zurückgeholt um die Position zu übernehmen. Dieses Mal gelang es ihm, sich in der Startelf zu etablieren. Schon bald wurde der ballsichere und schussgenaue Collar zu einem Leistungsträger der Madrilenen. Zum Ende der Saison 1954/55 gab er in der spanischen Nationalmannschaft sein Debüt und erzielte gleich bei seinem ersten Einsatz sein erstes von insgesamt vier Länderspieltoren. Nachdem Atletico 1956 im spanischen Pokalfinale gegen Athletic Bilbao noch das Nachsehen hatte, gewann Collar 1960 mit der Copa del Rey seinen ersten Titel. Ein Jahr später gelang ihm mit Atlético die Verteidigung des Pokaltitels und als Krönung in der darauffolgenden Saison der Sieg im Europapokal der Pokalsieger durch einen 3:1-Erfolg über den AC Florenz im Wiederholungsspiel.
1963 stand er mit Atlético erneut im Finale des Europapokals der Pokalsieger, doch musste man sich Tottenham Hotspur mit 1:5 geschlagen geben. In der Saison 1962/63 erreichte er auch bereits zum dritten Mal den zweiten Platz in der Meisterschaft, nach 1958 und 1961. Jedoch musste man sich wie schon die beiden Male zuvor dem Stadtrivalen Real Madrid geschlagen geben. Mit Francisco Gento war es auch ein Spieler von Real, der zumeist den Vorzug vor Collar in der Nationalmannschaft erhielt. So auch bei der WM 1962 in Chile, bei der Collar nur im letzten Gruppenspiel gegen Brasilien spielte und das Vorrunden-Aus der Spanier nicht verhindern konnte. So ist es auch zu erklären, weshalb Collar auf insgesamt lediglich 16 Einsätze im Nationaltrikot kommt. Umso erstaunlicher, dass er dabei siebenmal die Kapitänsbinde trug, ein klares Indiz für seine Fähigkeiten als Führungsspieler und seine spielerische Klasse. In der Saison 1964/65 konnte zwar der Pokaltitel gewonnen werden, in der Liga hatte man aber erneut das Nachsehen gegenüber Real Madrid. 1966 gelang es Collar mit Atlético jedoch, die Meisterschaft gegen das übermächtige Real, das zuvor fünfmal in Folge Meister wurde, zu Gunsten der Rojiblancos zu entscheiden.
Es sollte der letzte Titel seiner Karriere sein. 1969 verließ er die Madrilenen nach 338 Ligaspielen und 71 erzielten Toren. Er wechselte zum Abschluss seiner Karriere für eine Saison zum FC Valencia, für die er im Alter von 36 Jahren noch 15 Ligaspiele absolvierte und dabei noch ein Tor erzielen konnte. Nach 16 Spielzeiten in der ersten spanischen Liga beendete er 1970 seine aktive Karriere.
Enrique Collar Monterrubio ist derzeit Präsident der Fundación Atlético de Madrid.

## Erfolge
- Spanischer Meister: 1966
- Spanischer Pokalsieger: 1960, 1961, 1965
- Europapokal der Pokalsieger: 1962